# Papilio plagiatus
Papilio plagiatus är en fjärilsart som beskrevs av Aurivillius 1898. Papilio plagiatus ingår i släktet Papilio och familjen riddarfjärilar. Inga underarter finns listade i Catalogue of Life.

## Bildgalleri

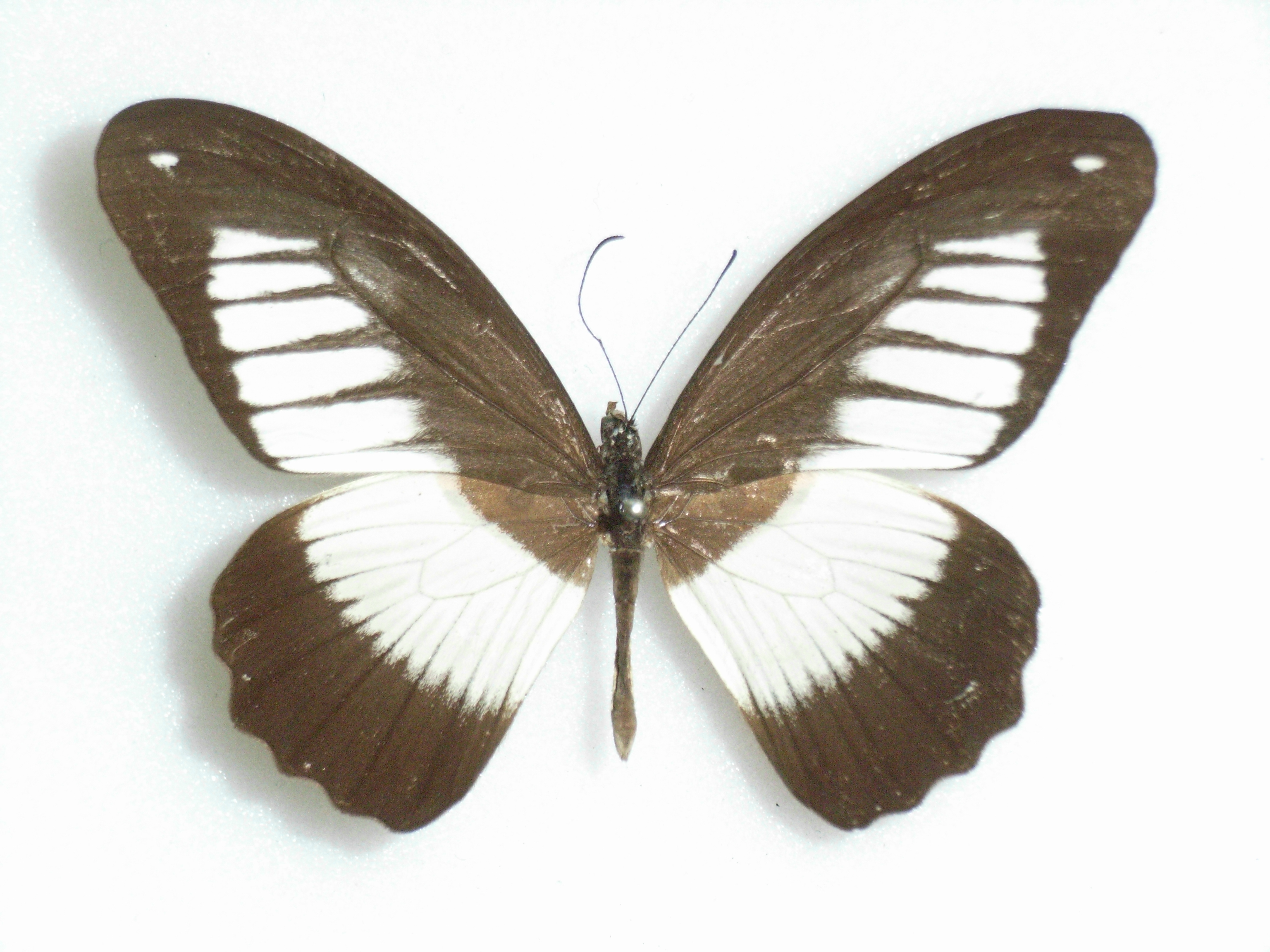